# Gunnarvattnet, Jämtland
Gunnarvattnet är en insjö i Krokoms kommun i Jämtland och ingår i Indalsälvens huvudavrinningsområde. Sjön är 31 meter djup, har en yta på 3,39 kvadratkilometer och är belägen 387,9 meter över havet. Sjön avvattnas av vattendraget Gunnarvattsån. Vid provfiske har elritsa, röding, sik och öring fångats i sjön. Sjön ligger två kilometer öster om gränsen mot Norge. Gunnarvattnet, en by som har samma namn som sjön, ligger vid insjön.

## Delavrinningsområde
Gunnarvattnet ingår i det delavrinningsområde (711269-141854) som SMHI kallar för Utloppet av Gunnarvattnet. Medelhöjden är 485 meter över havet och ytan är 21,45 kvadratkilometer. Räknas de 7 avrinningsområdena uppströms in blir den ackumulerade arean 203,96 kvadratkilometer. Gunnarvattsån som avvattnar avrinningsområdet har biflödesordning 3, vilket innebär att vattnet flödar genom totalt 3 vattendrag innan det når havet efter 305 kilometer. Avrinningsområdet består mestadels av skog (69 procent). Avrinningsområdet har 3,48 kvadratkilometer vattenytor vilket ger det en sjöprocent på 16,2 procent.